# Lariophagus kuwayamai
Lariophagus kuwayamai är en stekelart som beskrevs av Kamijo 1981. Lariophagus kuwayamai ingår i släktet Lariophagus och familjen puppglanssteklar. Inga underarter finns listade i Catalogue of Life.